# Xasanboy Raximov
Xasanboy Axmadjonovich Raximov (ur. 7 stycznia 1998) – uzbecki zapaśnik walczący w stylu wolnym. Zdobył brązowy medal na mistrzostwach świata w 2019, ale został zdyskwalifikowany z powodu dopingu; jedenasty w 2022 roku. 
Zajął piąte miejsce na igrzyskach azjatyckich w 2022. Piąty na mistrzostwach Azji w 2019. Brązowy medalista igrzysk solidarności islamskiej w 2021. Trzeci na MŚ juniorów w 2018. Wicemistrz świata kadetów w 2015. Mistrz Azji juniorów w 2017; drugi w 2016 i 2018 roku.